# Горище

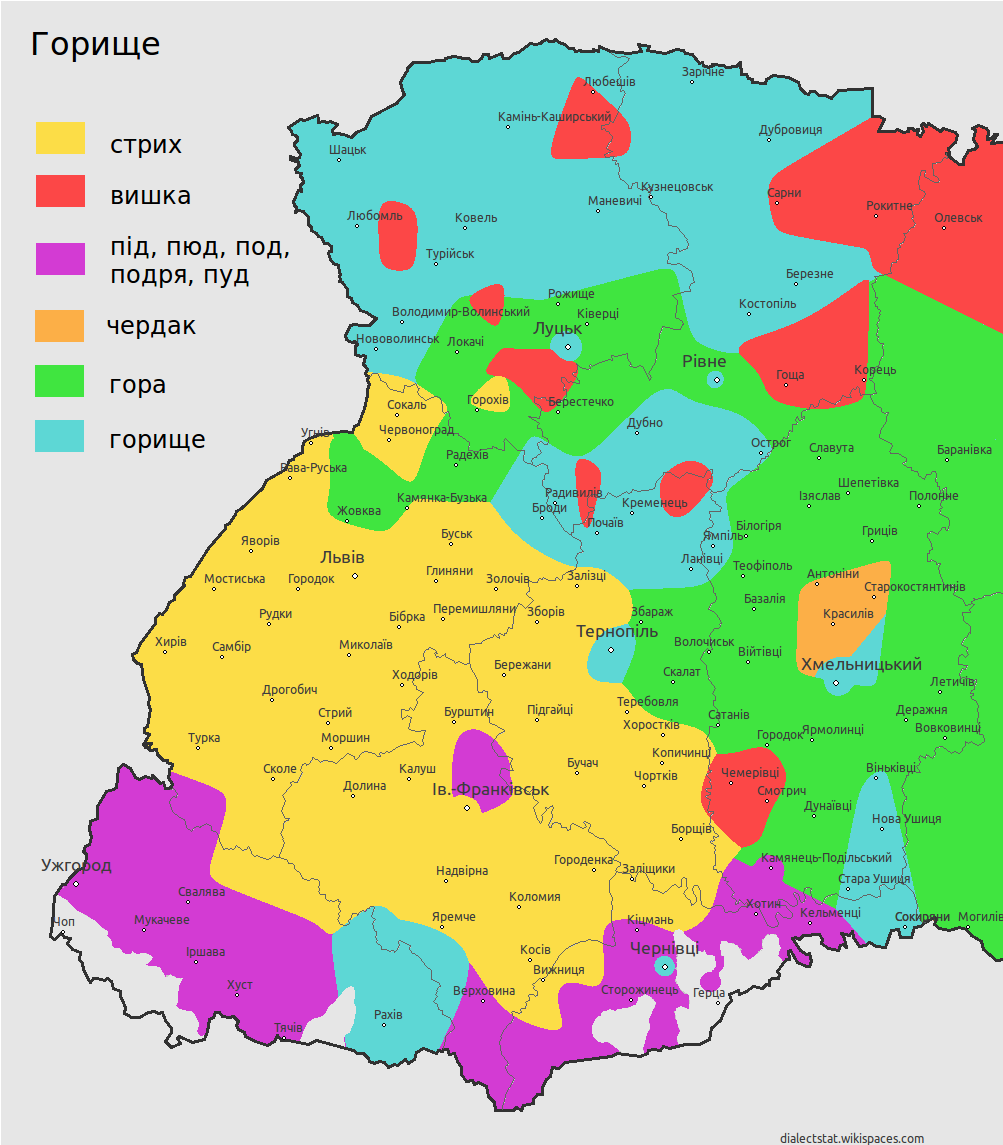
Поширення назв горища на заході України

Гори́ще, діал. гора, під, підда́шшя, стрих, підра, подря — простір між поверхнею покриття (дах), зовнішніми стінами та перекриттям верхнього поверху будівлі.

## У сільському господарстві
У традиційній українській хаті вхід на горище знаходився в сінях, а його люк закривався кришкою-лядою. Горище могло використовуватися під сінник (воно відоме під діалектною назвою підря, підрі).

## Житлове горище
Горища використовуються і як житлові приміщення. У XVII столітті французький архітектор Франсуа Мансар розробив проєкт житлового горища, що отримало за його ім'ям назву мансарди. У США поширене житлове горище, що називається лофт (в американській англійській loft — горище не над всім будинком, а лише над кількома приміщеннями, у британській — горище, куди веде драбина з люком замість сходів).

## Світлини горищ

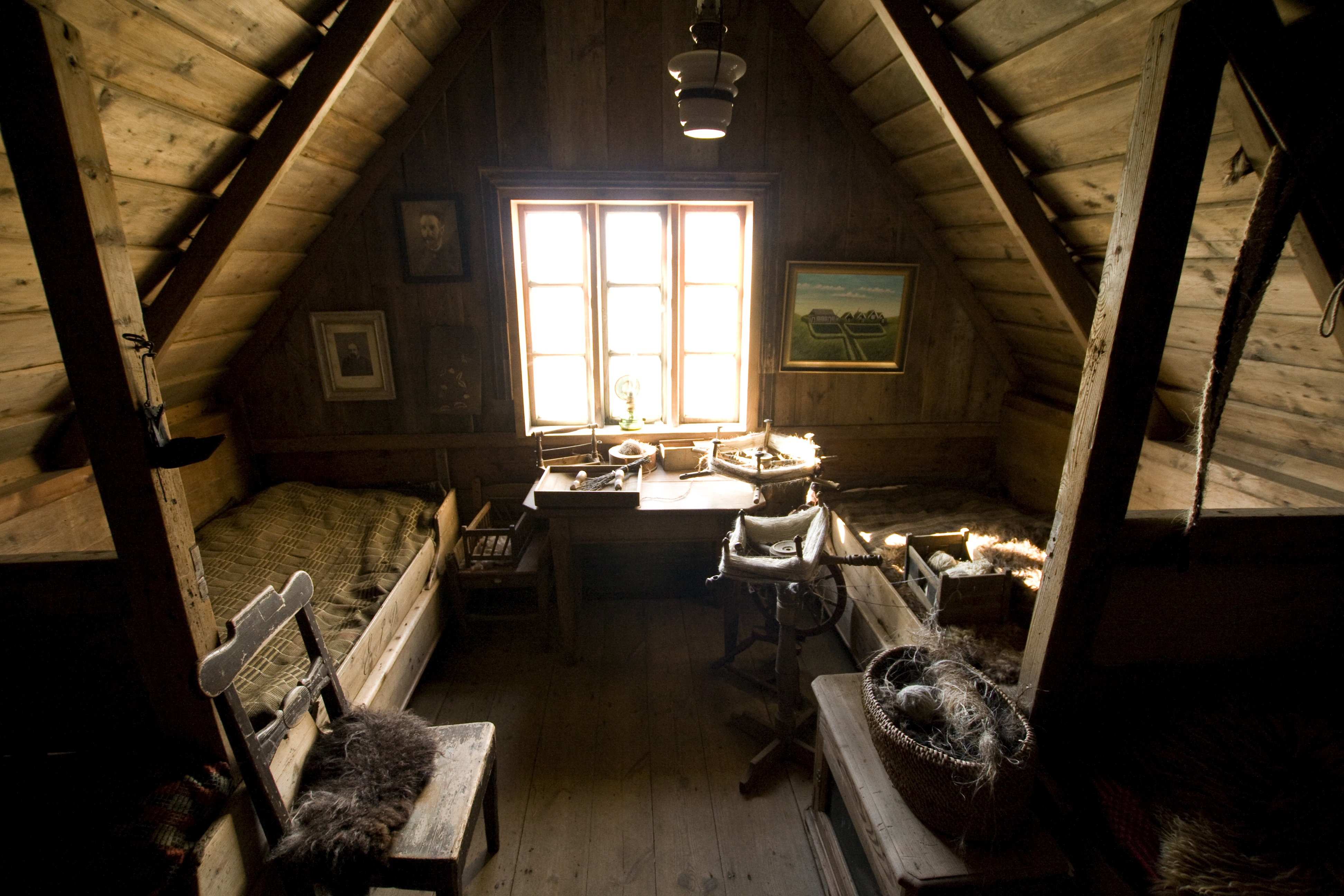
Спальня на горищі
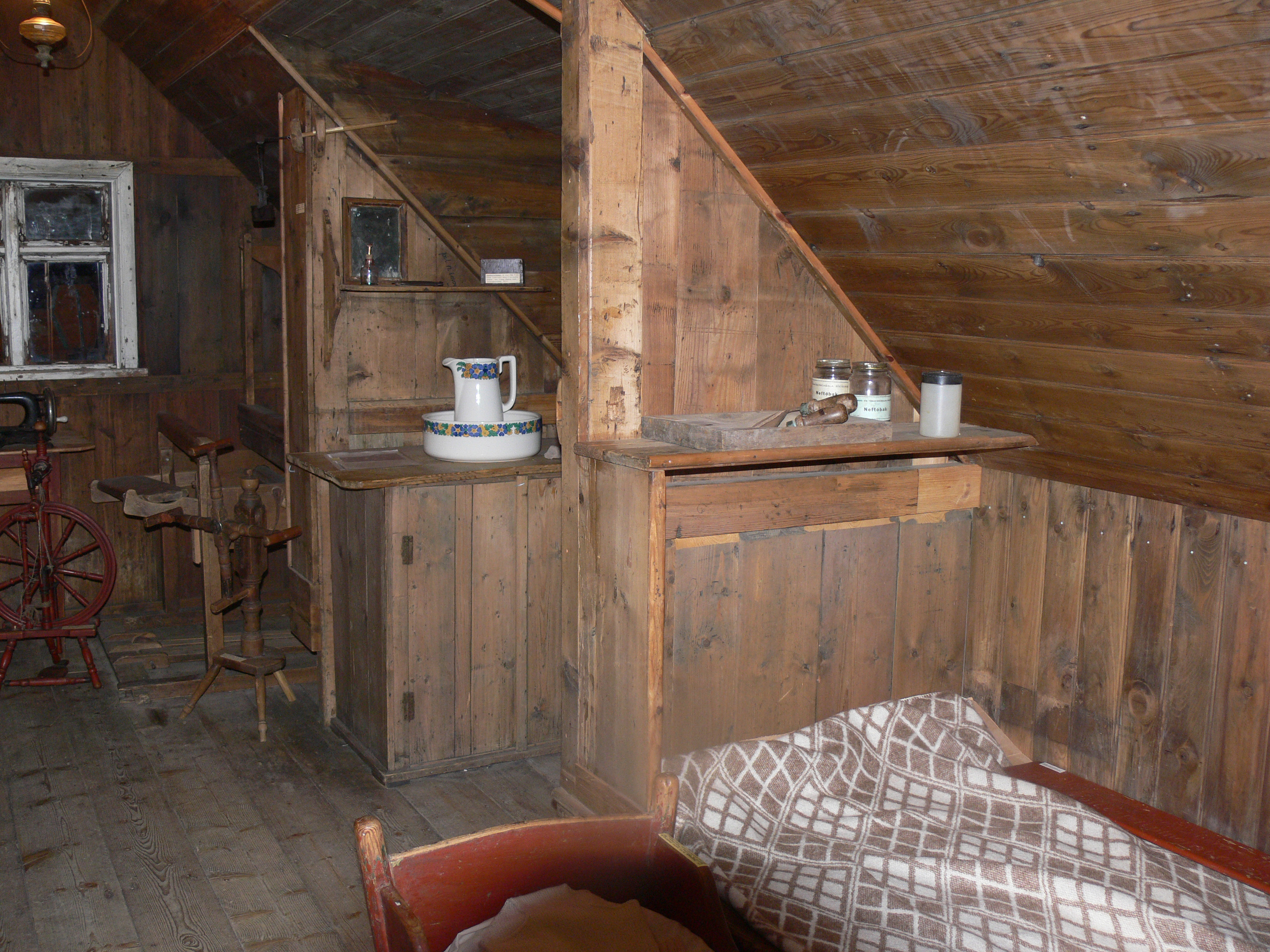
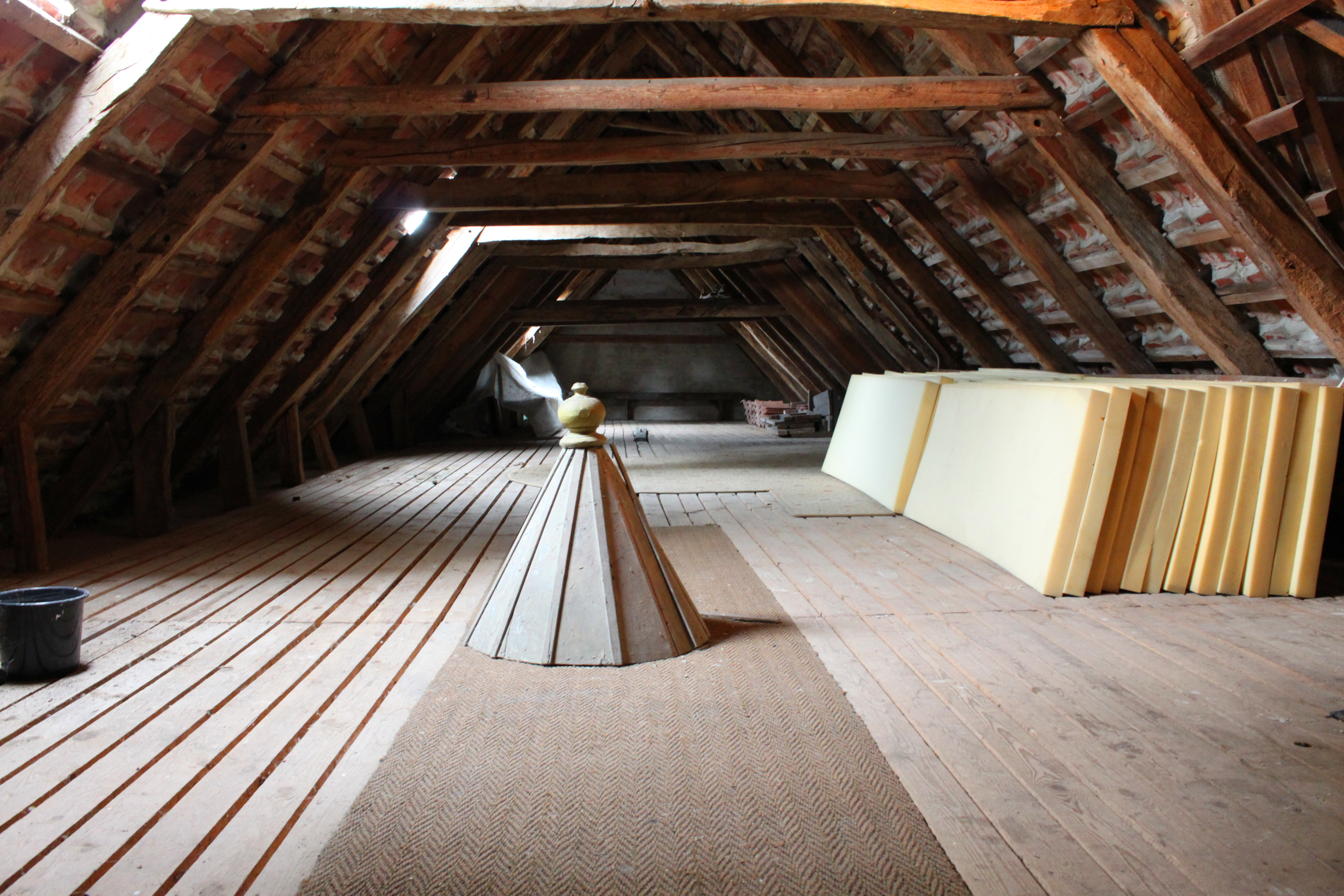
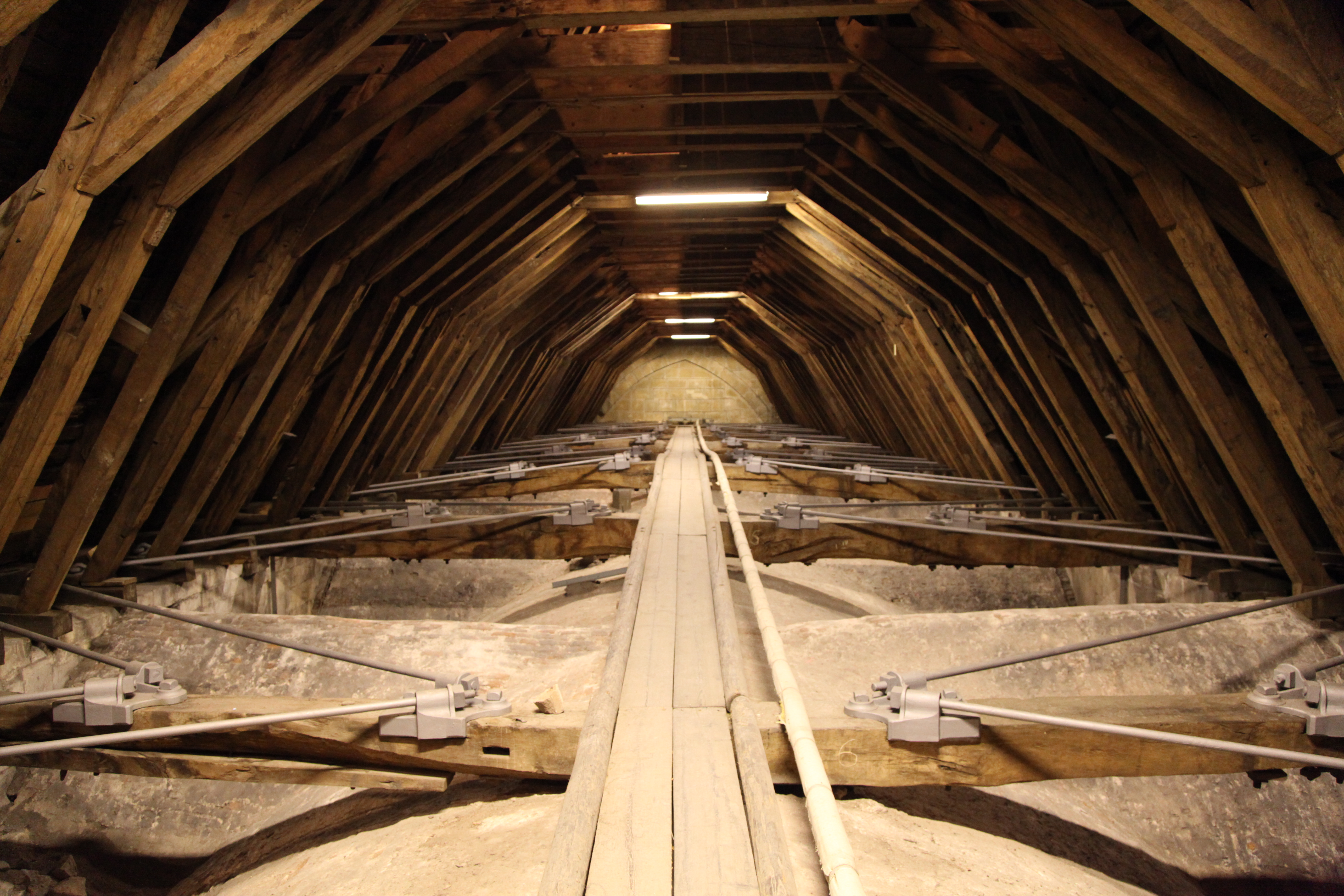
Горищний простір над навою.
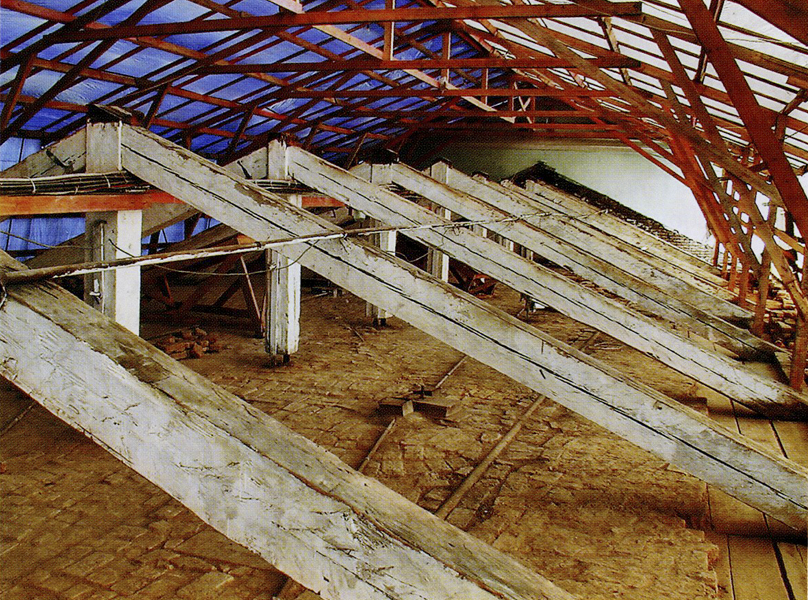
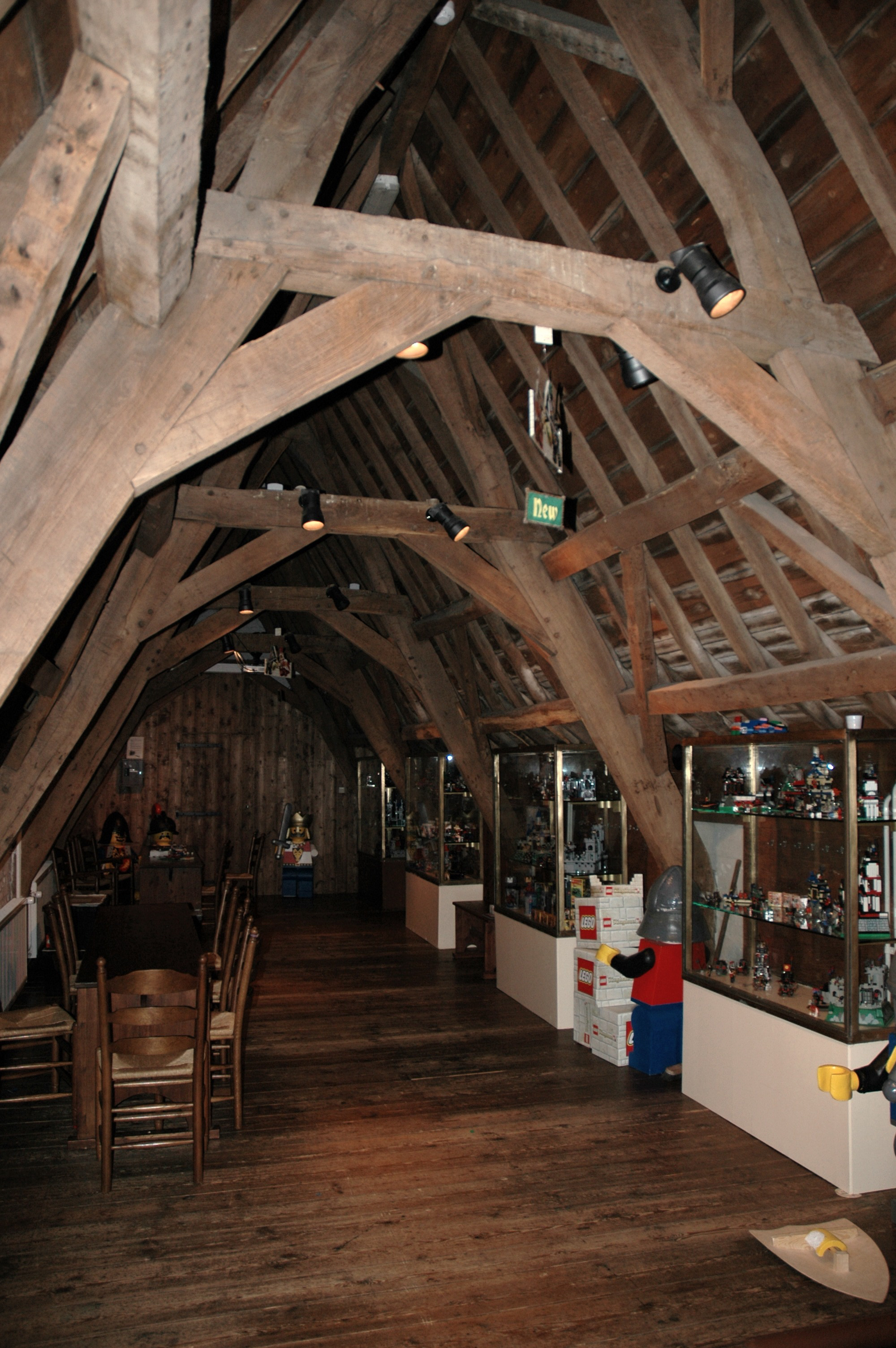
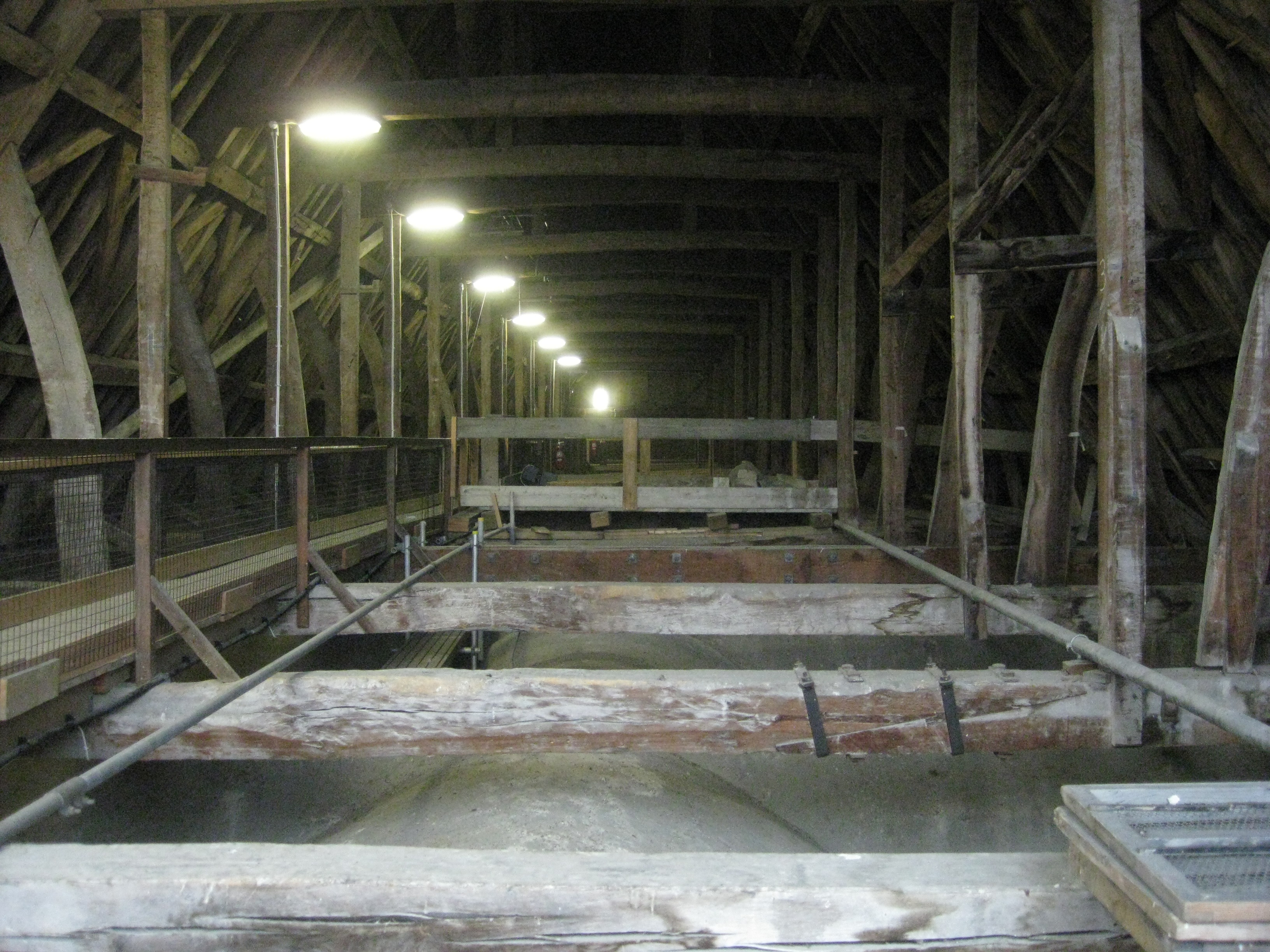
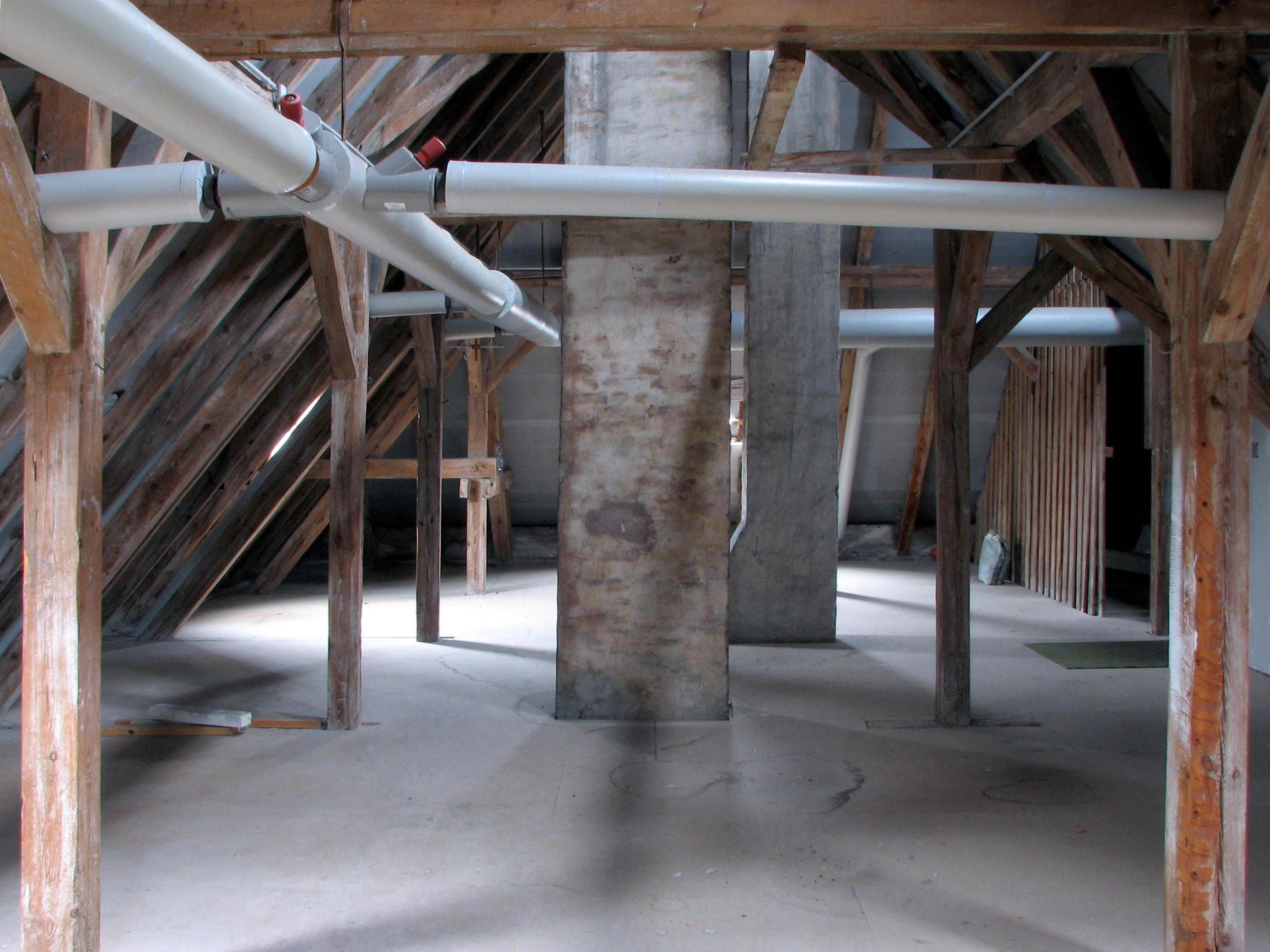
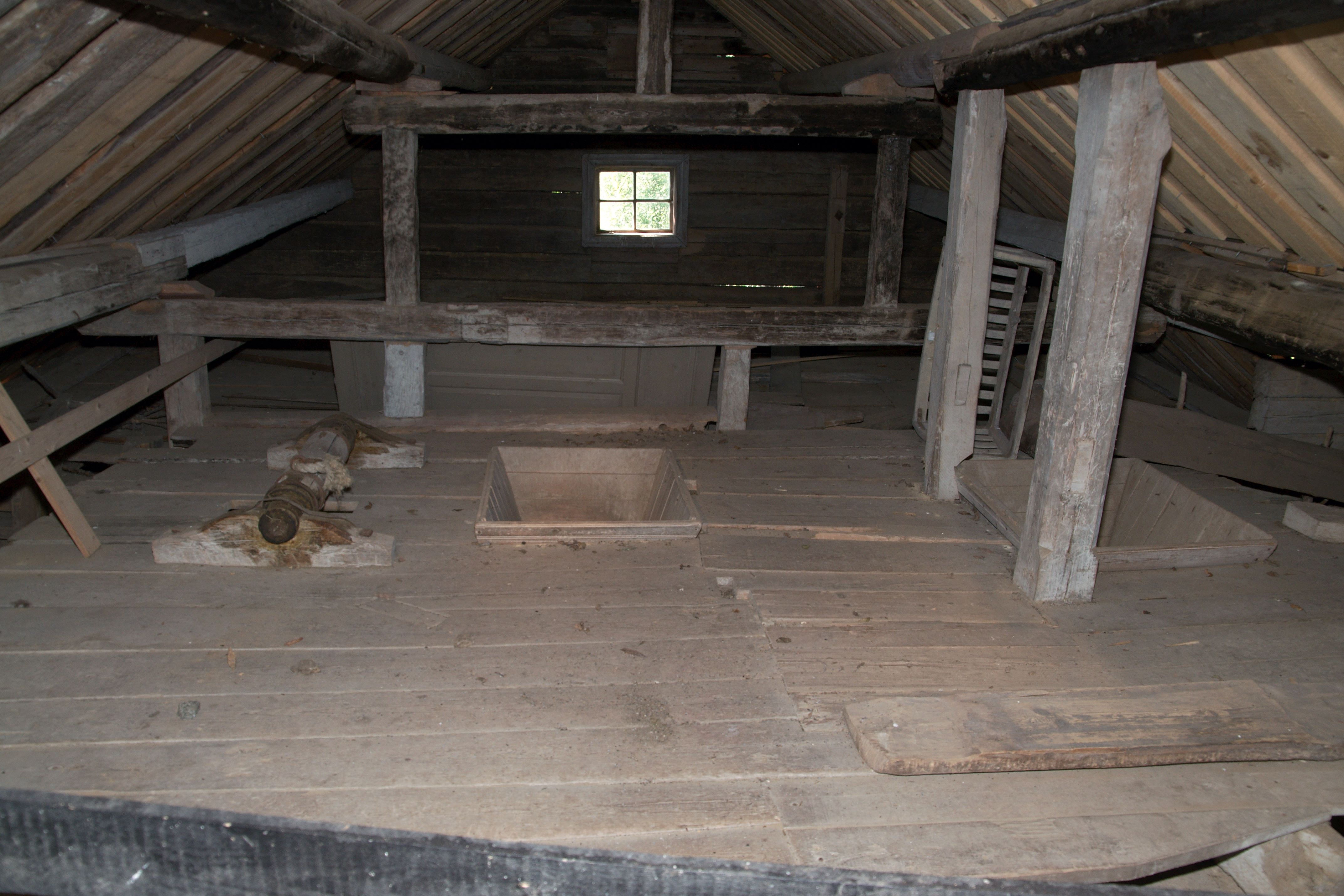
Горище водяного млина, Швеція.